# Congonhal
Congonhal is een gemeente in de Braziliaanse deelstaat Minas Gerais. De gemeente telt 10.261 inwoners (schatting 2009).

## Aangrenzende gemeenten
De gemeente grenst aan Borda da Mata, Espírito Santo do Dourado, Ipuiúna, Pouso Alegre en Senador José Bento.

## Verkeer en vervoer
De plaats ligt aan de weg BR-459.